# Jezuitský komplex a misie v Córdobě
Jezuitský komplex a misie v Córdobě je souhrnné pojmenování pro několik staveb a lokalit v argentinském městě Córdoba a v okolní stejnojmenné provincii, které jsou společně zapsány na seznamu kulturního dědictví UNESCO. Jezuitský komplex v Córdobě (obdélníkový městský blok o rozměrech 200 x 280 m) je tvořen chrámem, univerzitou, střední školou, obytnými budovami a studentskými kolejemi. V minulosti byl administrativním a náboženským centrem jezuitské provincie Paraguay - systému jezuitských redukcí v Argentině a Paraguayi.
Kromě staveb ve městě Córdoba je na seznamu světového dědictví zapsáno i 5 redukcí (misií) v okruhu do 80 km od města. Tyto komplexy zahrnují jak církevní, tak i světské stavby. Jezuité zde působili od začátku 17. století až do roku 1767, kdy je ze Španělska a ze španělských kolonií vypověděl král Karel III.
Jezuitský komplex a misie v Córdobě ilustrují náboženský, sociální a ekonomický rozvoj regionu po dobu 150 let působení jezuitů.

## Přehled lokalit
| Kód dle UNESCO | Název                    | Přesné souřadnice               |
| -------------- | ------------------------ | ------------------------------- |
| 995-001        | Jezuitský blok v Córdobě | 31°25′5″ j. š., 64°11′14″ z. d. |
| 995-002        | Alta Gracia              | 31°39′28″ j. š., 64°26′5″ z. d. |
| 995-003        | Jesús María              | 30°58′14″ j. š., 64°5′51″ z. d. |
| 995-004        | Santa Catalina           | 30°52′11″ j. š., 64°14′2″ z. d. |
| 995-005        | Caroya                   | 30°59′17″ j. š., 64°6′22″ z. d. |
| 995-006        | La Candelaria            | 31°5′54″ j. š., 64°51′18″ z. d. |

## Fotogalerie

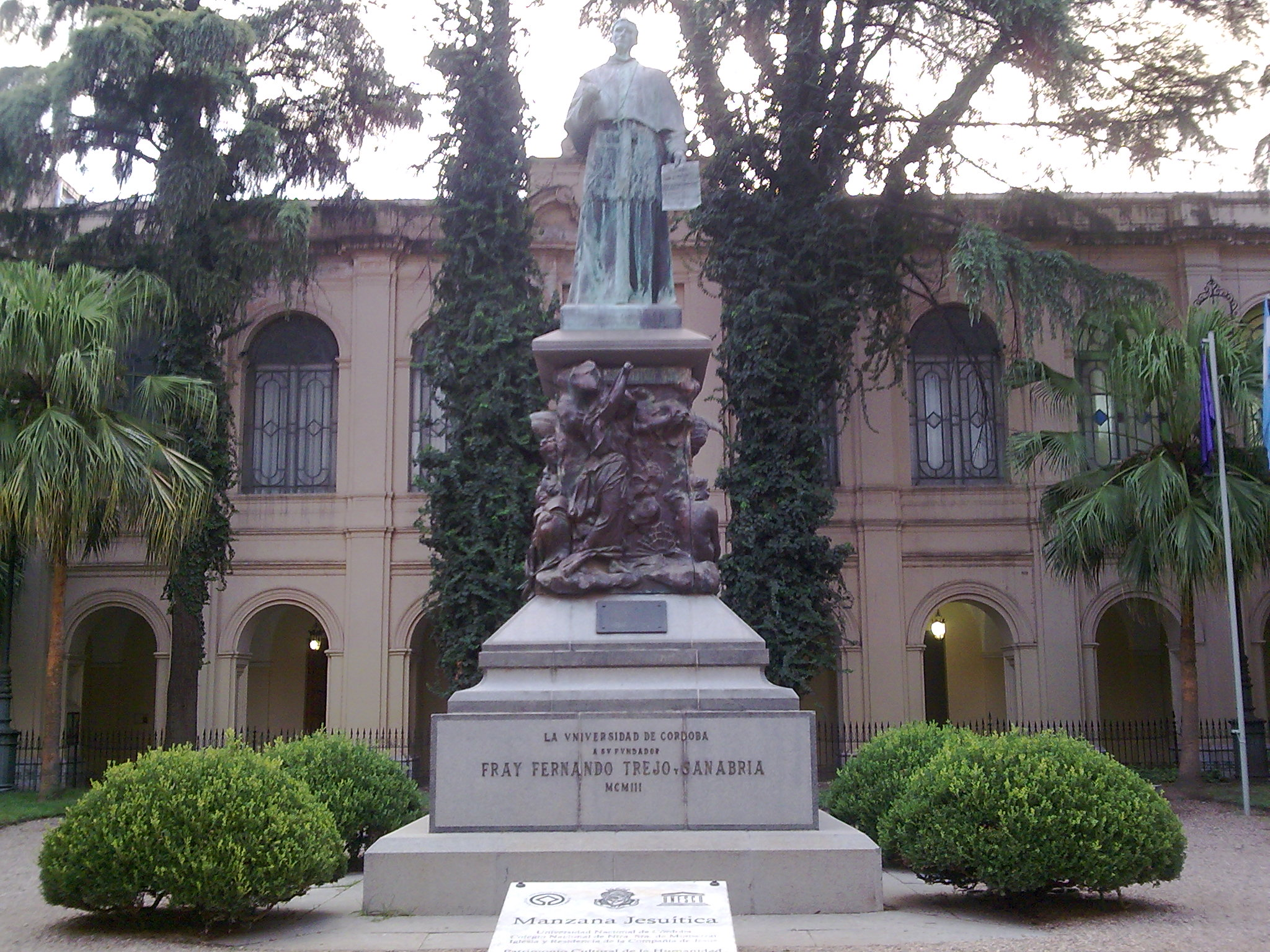
nádvoří univerzity v Córdobě
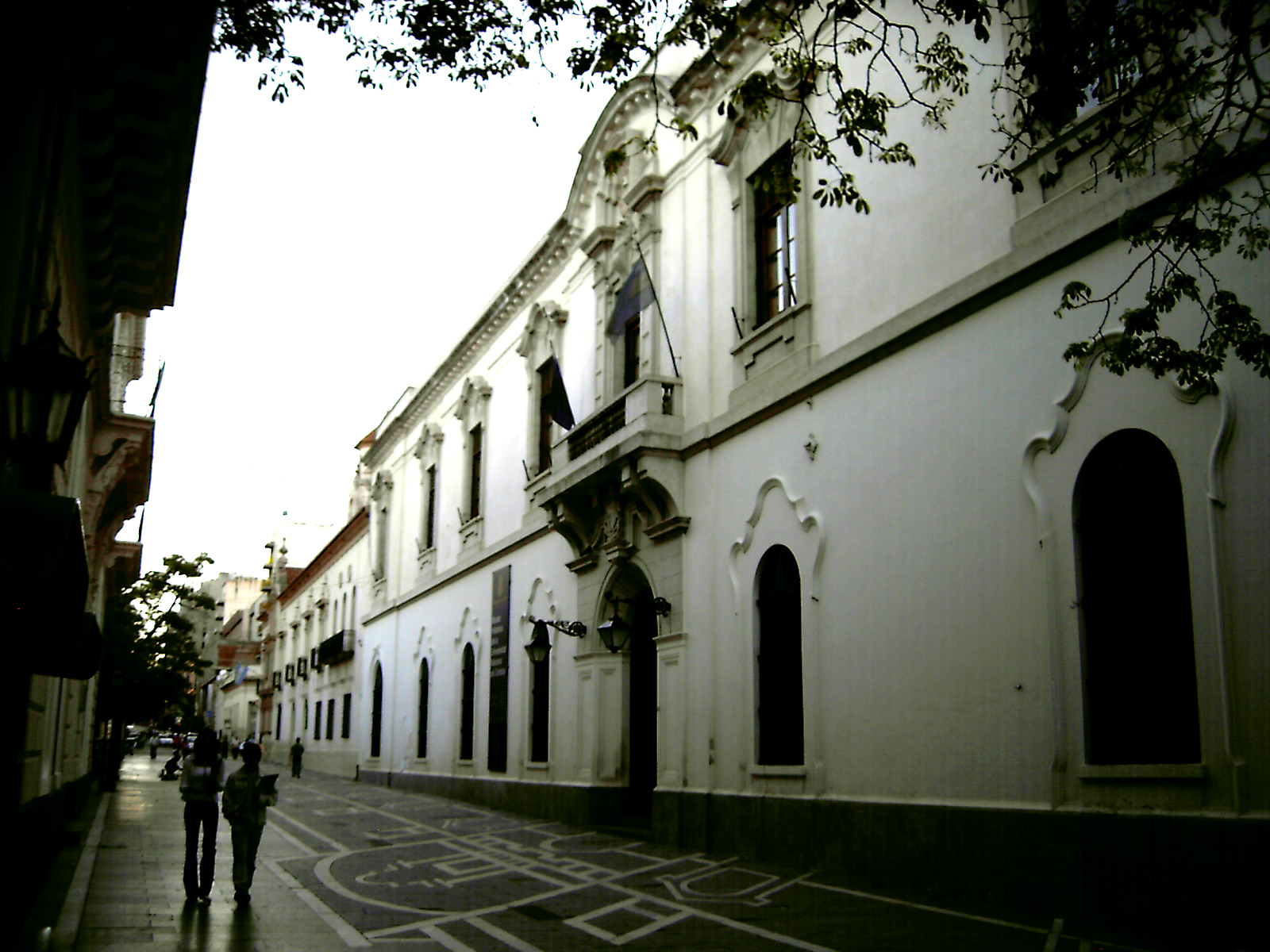
pohled na jezuitský komplex v Córdobě
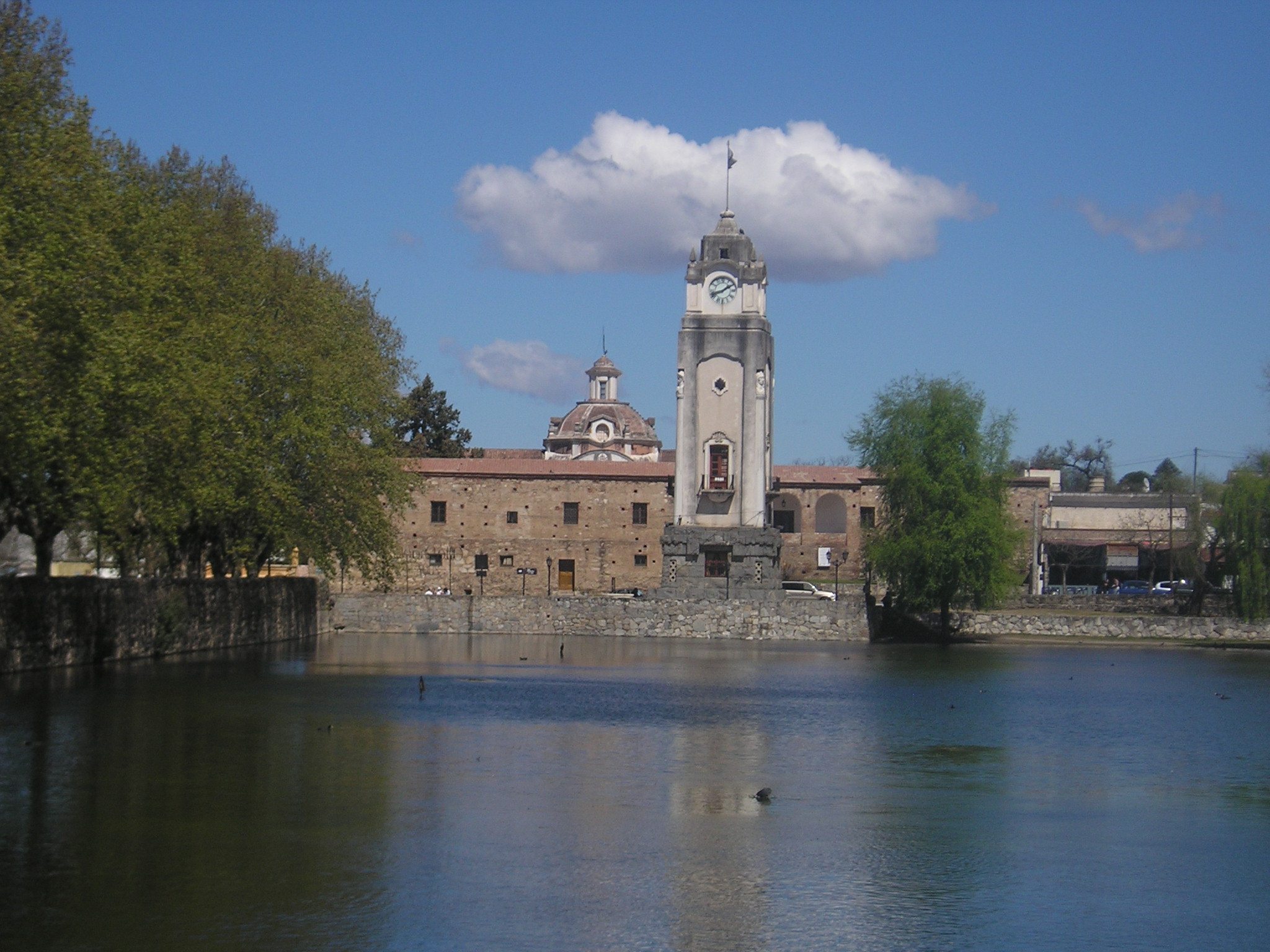
Alta Gracia
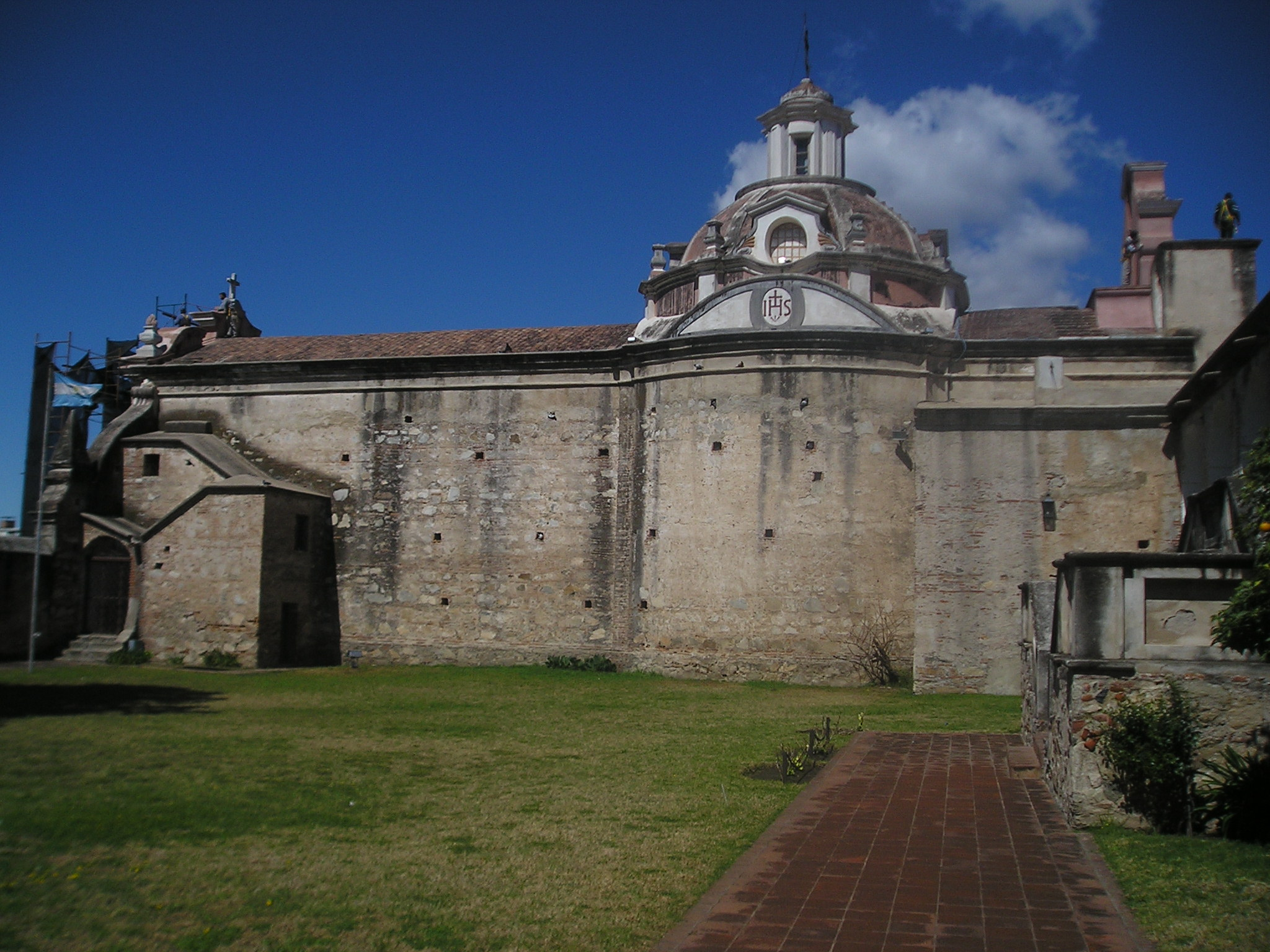
Alta Gracia